# Desintegración de Yugoslavia

Bandera oficial de la República Federativa Socialista de Yugoslavia (1945-1992)

La disolución de Yugoslavia se refiere a los hechos ocurridos en la antigua Yugoslavia entre el 25 de junio de 1991 y el 27 de abril de 1992, que condujeron a esta disolución y a la formación de seis nuevas repúblicas soberanas (Eslovenia, Croacia, Bosnia-Herzegovina, Montenegro, Macedonia del Norte y Serbia), y que para algunos expertos también incluye la independencia reconocida parcialmente a nivel internacional de la provincia serbia de Kosovo, ocurrida en 2008. La disolución de Yugoslavia se produjo como resultado de una serie de agitaciones políticas y conflictos durante la década de 1990. Las repúblicas constituyentes de la República Federativa Socialista de Yugoslavia se separaron, después de sufrir un periodo de crisis política en la década de 1980 tras la muerte de Tito, pero los problemas no resueltos causaron una serie de cruentos conflictos bélicos, conocidos como guerras yugoslavas, que afectaron principalmente a Croacia, Bosnia y Kosovo.
La RFSY, o Yugoslavia, era un país que ocupaba un territorio que abarcaba desde Europa Central hasta los Balcanes, con un conflicto étnico histórico. El país era una conglomeración de seis repúblicas regionales y dos provincias autónomas, que estaba dividido según las etnias y que en la década de 1990 se separó en varios países independientes. Estas ocho entidades federativas pasaron a ser seis repúblicas: Eslovenia, Croacia, Bosnia y Herzegovina, Macedonia, Montenegro, Serbia, y dos provincias autónomas dentro de Serbia: Kosovo y Voivodina. Bosnia y Herzegovina no había existido como un estado mezclado étnicamente desde 1465, y además no tenía una mayoría étnica clara, con 44 % de musulmanes, 33 % de serbios, 18 % de croatas y otras minorías.[cita requerida] La distribución geográfica de los grupos étnicos que componían Yugoslavia representaba el hecho de que cada nación tenía una población en cada una de las seis repúblicas. Yugoslavia pasó a ser un país con siete fronteras, seis repúblicas, cinco nacionalidades, cuatro idiomas, tres religiones, dos alfabetos y un líder.
La agitación nacionalista serbia iniciada por Milošević a finales de la década de 1980 se considera la clave del inicio de la disolución de este estado. Hubo muchos detonantes, pero los principales fueron la abolición de la autonomía de Kosovo por Milosevic en 1990 y, sobre todo, que los serbios de la región croata de la Krajina declararan su separación de Croacia en marzo de 1991, lo que llevó a Croacia y Eslovenia a declarar unilateralmente su independencia el 25 de junio de 1991. Esto produjo un efecto de contagio en el resto de las repúblicas yugoslavas. Debido al choque entre el nacionalismo serbio (Milošević), el croata (Tuđman) y el bosnio (Izetbegović), estalló guerra muy violenta. Meses después, el 15 de enero de 1992, los países de la CE y la comunidad internacional reconocieron la independencia de Eslovenia y de Croacia, lo que provocó el fin de Yugoslavia, aunque Serbia y Montenegro seguirían usando esta denominación (sin reconocimiento internacional) hasta 2003.
Debido a que la estructura demográfica de Bosnia comprendía una población de serbios y croatas cercana al 50 % y con ideas de independencia basadas en las etnias más que en la nación, el control del territorio volvió a abrirse a diferentes interpretaciones. Grandes zonas de Bosnia, Croacia y Serbia se denominaron como zonas en disputa. Los elementos más importantes que fomentaron la discordia fueron la formación del Reino de Yugoslavia, la guerra civil y el genocidio (véase campo de concentración de Jasenovac) llevada a cabo por el Estado Independiente de Croacia durante la Segunda Guerra Mundial, la idea de la "Gran Serbia" y las adaptaciones balcánicas del paneslavismo.
La desintegración de Yugoslavia está claramente relacionada en el contexto del fin de la guerra fría y la disolución de otros países del bloque oriental como Checoslovaquia y la URSS.
Tras la caída del país se desarrolló rápidamente un sentimiento de "Yugonostalgia". En la actualidad, la mayoría de las personas que vivieron en el país sienten nostalgia por la estabilidad social, la posibilidad de viajar libremente, el nivel de educación y el sistema de bienestar social que existía en Yugoslavia.

## Causas de la disolución

### Colapso económico y clima internacional
Yugoslavia fue una nación con un gran poder industrial y una economía próspera. Veinte años antes de 1980, el crecimiento del producto interior bruto (PIB) promediaba el 6,1 por ciento, la atención médica era gratuita, la alfabetización era del 91 por ciento y la expectativa de vida alcanzaba los 72 años. Pero después de una década de mala administración económica y cinco años de desintegración, guerra y boicot, la economía yugoslavia colapsó.
Yugoslavia era un estado único que abarcaba tanto oriente como occidente. Además, su presidente, Josip Broz Tito, era uno de los principales miembros del "tercer mundo" o el "grupo de los siete", que era una alternativa ante los países más poderosos. Lo que es más importante: Yugoslavia actuó como un Estado colchón entre Occidente y la Unión Soviética y también evitó que la URSS tuviese una salida al mar Mediterráneo. La gente utilizaba una frase de uso común pero con un fuerte sentido filosófico y político, que era «Yugoslavia tenía siete fronteras, seis repúblicas, cinco nacionalidades, cuatro idiomas, tres religiones, dos alfabetos y un líder», con lo que se indicaba el fuerte control central al que debían estar sometidos sus habitantes en su existencia como nación.
Sin embargo, después de la muerte de Tito y con el ascenso de Gorbachov en la Unión Soviética, la promulgación de iure de la perestroika y el glásnost dentro de la Unión Soviética, Occidente se sintió tan seguro de conocer las intenciones de la URSS que Yugoslavia ya no significaba una central de importancia estratégica. Pese a que Belgrado no fomentó alianzas y pese a sus importantes relaciones con la Comunidad Europea y con Estados Unidos, la administración de Ronald Reagan específicamente apuntó a la economía yugoslava en una operación secreta en 1984 (NSDD 133), "La política estadounidense hacia Yugoslavia". En Europa Oriental se elaboró una versión censurada descartada en 1990 creada en 1982. El último abogó por "extender los esfuerzos para promover una 'revolución callada' para derrocar a los gobiernos y partidos comunistas", mientras se volvían a integrar los países de Europa Oriental en una economía orientada al mercado.
El estatus quo externo, del que dependía el Partido Comunista para ser viable, estaba comenzando a desaparecer. Además, la caída del socialismo en Europa Central y Occidental una vez más había causado conflictos, contradicciones y discordias etno-religiosas en Yugoslavia. Su estatus sin alianzas resultó en una serie de préstamos por parte de ambos bloques (el capitalista y el socialista). Este contacto con los Estados Unidos en Occidente abrió los mercados de Yugoslavia antes que en el resto del continente.
La crisis del petróleo de 1973 se sumó a las barreras del comercio con Occidente, entorpeciendo dramáticamente sus treinta años de crecimiento económico desmesurado. Para contrarrestar este efecto, Yugoslavia solicitó préstamos del Fondo Monetario Internacional (FMI) y posteriormente cayó en una deuda externa muy elevada. Como condición por recibir préstamos, el FMI demandó la liberación del mercado en el país. Hacia 1981, Yugoslavia tenía una deuda acumulada de 19,9 mil millones de dólares. Otra preocupación era la tasa de desempleo, de un millón hacia 1980. Este problema se agravó con la "improductividad general del sur", la cual no solo sumergió a Yugoslavia más en la catástrofe, sino que también irritó a Eslovenia y a Croacia. Una década de pobreza resultó en una frustración y resentimiento crecientes contra la "clase alta" serbia y hacia las minorías que se veían beneficiadas por la legislación gubernamental. Las verdaderas ganancias de Yugoslavia cayeron en un 25 % desde 1979 a 1985. Hacia 1988 la deuda llegó a los 4,5 billones USD y en 1989 alcanzó los 6,2 billones USD, un 19 % de la deuda total del mundo.

### Problemas estructurales
La Yugoslavia de Tito estuvo caracterizada por reformas constantes que no lograban resolver los problemas nacionales claves. Además, el sistema federal, debido a la creciente tirantez nacional y el deseo del Partido Comunista de "apoyar la autodeterminación nacional" comenzaron a salir de control. Esto resultó en la creación de Kosovo como región autónoma de Serbia, regida por la constitución de 1974. La constitución no reconoció el poder de la capital sobre las regiones autónomas creadas recientemente en Voivodina (un área de Yugoslavia con un gran número de minorías étnicas) y Kosovo (con una gran etnia de albaneses). Esto no solo agravó los temores de los serbios de "una Serbia débil para una Yugoslavia fuerte" sino que también golpeó la base de la identidad nacional de Serbia. La mayoría de los serbios ve a Kosovo como "la cuna de la nación" y no aceptan la posibilidad de perderla permitiendo que se poblara mayoritariamente de albaneses.
La importancia especial de Kosovo se debe a la derrota del duque Lazar Hrebeljanović. Se dijo que había sido traicionado en Kosovo Polje (batalla de Kosovo) contra los turcos otomanos. La devastadora derrota fue el final del reino serbio y el comienzo de casi quinientos años de subyugación ante los otomanos (1389-1868). Sin embargo, los primeros registros de la batalla no datan de hasta cien años después de la misma, en forma de poema. El giro romántico otorgado a este episodio de la historia contribuyó a la naturaleza sagrada y venerable de la región de Kosovo. La importancia de Kosovo en esta época tenía mucho peso en lo que respecta a Serbia.
Esta versión de la federación esencialmente convirtió a Yugoslavia en una confederación, cuestionando la legitimidad del régimen y engendrando resentimiento en las repúblicas más ricas. Eslovenia y Croacia, las repúblicas más desarrolladas, se sentían continuamente frustradas por su incapacidad de elevar su nivel de vida, ya que tenían que subsidiar el desarrollo de las repúblicas más pobres en lo que describían como "el agujero negro económico". Este resaltaba las vastas diferencias en la calidad de vida en las distintas repúblicas. La muerte de Tito trajo más problemas; en un esfuerzo por asegurar su legado, la constitución de Tito de 1974 estableció un sistema de presidencias de un año de duración con una base de los ocho líderes de las repúblicas. Estos mandatos tan cortos eran muy inefectivos. Esencialmente, dejaron un vacío en el poder que quedó abierto durante la mayor parte de la década de 1980 y solo Slobodan Milošević tomó las riendas en 1989.

### Nacionalismo
En 1989, el 600º aniversario de la derrota histórica de Serbia en Kosovo Polje, Slobodan Milošević pronunció un discurso ante un millón de serbios en el que hizo referencia al gran pasado histórico de la nación. La respuesta de Milošević hacia la incompetencia del sistema federal fue la de centralizar el gobierno. Considerando que Eslovenia y Croacia estaban planeando su independencia, esto se catalogó como inaceptable.

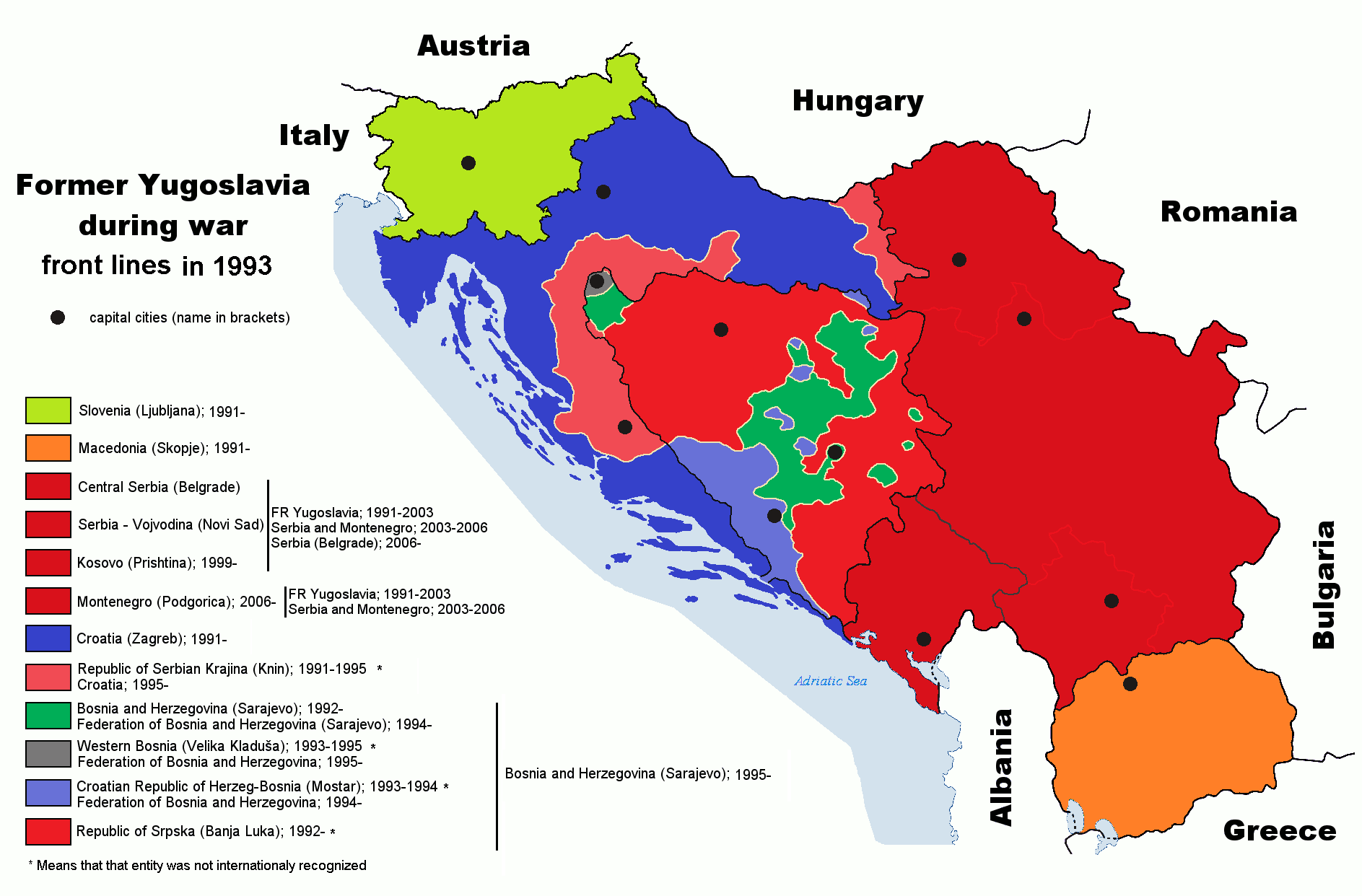
Guerras yugoslavas, en 1993

En la conferencia yugoslava de finales de 1989 se cortó el diálogo. Los líderes no pudieron llegar a un acuerdo sobre cómo luchar con las cambiantes presidencias. Además, muchos miembros ya no estaban dispuestos a rescatar a lo que veían como un barco hundido. Croacia y Eslovenia declararon sus independencias y se desató la guerra de los Diez Días en Eslovenia en 1991. Después de una semana, los eslovenos se alzaron victoriosos y comenzó la disolución de Yugoslavia

## Cronología

### Muerte de Tito
Después de la muerte de Tito el 4 de mayo de 1980, en Yugoslavia aumentaron los conflictos étnicos. El fallecimiento de Tito terminó con lo que muchos yugoslavos y occidentales veían como la principal fuerza unificadora del país. El legado de la Constitución de 1974 se utilizó para convertir el sistema de toma de decisiones en un estado de parálisis, cada vez más desesperanzador a medida que el conflicto de intereses se fue volviendo más irreconciliable. La crisis constitucional que surgió después de la muerte de Tito incrementó el nacionalismo en todas las repúblicas y provincias: la mayoría albanesa en Kosovo demandó el estatus de república mientras que Serbia comenzó a ejercer control sobre sus provincias autónomas. Además, las administraciones de Eslovenia y Croacia demandaron desligarse de la federación en contraste con el líder serbio, que demandó que todo lo gobernase un solo partido político.

### 1986-1989
En 1986, la Academia Serbia de Ciencias y Artes contribuyó significativamente al aumento del nacionalismo en Serbia al redactar un memorándum en el que se trataban algunos temas como la posición de los serbios como pueblo más numeroso de Yugoslavia. Siendo la mayor república yugoslava en territorio y en población, la influencia de Serbia sobre las provincias de Kosovo y Voivodina se redujo en la Constitución de 1974, lo que les dio una autonomía largamente demandada. El gobierno de la República Socialista de Serbia estaba restringido en la toma y la ejecución de las decisiones que se aplicarían en las provincias. Estas tenían un voto en el Consejo Presidencial Federal (un consejo de ocho miembros compuesto por representantes de seis repúblicas y dos provincias autónomas), el cual no siempre fallaba a favor de Serbia propiamente dicha.
El líder comunista serbio Slobodan Milošević, que se hizo cargo de la Liga de Comunistas de Serbia en 1987, pidió restablecer el poder que tenía Serbia antes de 1974. Otras repúblicas, especialmente Eslovenia y Croacia, denunciaron este movimiento como un renacimiento de la hegemonía serbia. Milošević logró reducir la autonomía de Voivodina y de Kosovo, y pudo instalar representantes en las provincias del Consejo Presidencial Yugoslavo. El principal instrumento que redujo la influencia serbia anteriormente comenzó a utilizarse para aumentarla: en el consejo de ocho miembros, Milošević podía contar con cuatro votos como mínimo - el suyo propio para Serbia, Montenegro y, en ese entonces, Voivodina y Kosovo.
Como resultado de estos acontecimientos, los mineros albaneses en Kosovo se declararon en huelga, demandando la reinstalación de su autonomía. Esto aumentó el conflicto étnico entre los albaneses y la población serbia de la provincia. En la década de 1980, un 77 % de la población de Kosovo era de etnia albanesa, constituían la mayoría. El número de serbios en Kosovo había bajado a lo largo del siglo como resultado de una "limpieza étnica" llevada a cabo por los albaneses durante la Segunda Guerra Mundial y por el acoso subsiguiente hacia las autoridades y la población albanesa. Los conflictos étnicos, que siempre habían estado en aumento, eran directamente proporcionales con la tendencia y hacia 1999 los serbios conformaban solo un 10 % de la población total.
Mientras tanto, Eslovenia, bajo la presidencia de Milan Kučan y Croacia apoyaron a los mineros albaneses y su lucha por reconocimiento. Como contraposición de Kučan y otros yugoslavos que habían criticado la política de Milošević de apoyar las marchas nacionalistas serbias y criticar a los políticos "desleales" de la nación, el líder serbio los acusó de "propagar el miedo a Serbia". Las huelgas iniciales se convirtieron en demostraciones altamente difundidas pidiendo que Kosovo fuese la séptima república. Esto enfureció a los líderes serbios, quienes procedieron a utilizar la fuerza policial y más tarde incluso enviaron al Ejército Federal a la provincia apoyado por la mayoría serbia en el Consejo Presidencial Yugoslavo.
Ya a mediados de la década de 1980, se comenzó a formar una oposición creciente hacia el régimen comunista en el periódico alternativo a Nova revija, además de la Alianza de la Juventud Socialista de Eslovenia. En 1988, el arresto de cuatro periodistas eslovenos por el Ejército Popular Yugoslavo disparó manifestaciones masivas que pedían la democratización de Eslovenia y su independencia de Yugoslavia.

### Década de 1990

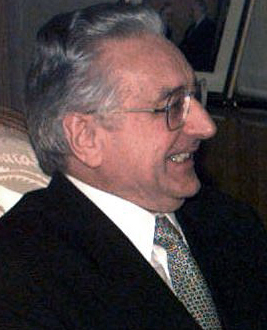
El presidente croata Franjo Tuđman se negó a dividir Croacia por sus diferentes etnias, lo que enfureció a los nacionalistas serbios ya que estos querían permanecer unidos con Serbia. Esto resultó en una ola de violencia y guerras entre croatas y serbios cuando Croacia declaró su independencia.

En enero de 1990 se convocó al Decimocuarto Congreso Extraordinario de la Liga de Comunistas de Yugoslavia, gran parte del cual estuvo compuesto por las delegaciones eslovenas y serbias, quienes discutieron el futuro de la Liga. La delegación serbia, liderada por Milošević, insistió en una política de "una persona, un voto", que le daría el poder a la población más grande, los serbios. Por el contrario, los eslovenos, apoyados por los croatas, propusieron reformar Yugoslavia dándole más poder a las repúblicas, pero recibieron votos mayormente negativos. Como resultado, las delegaciones eslovena y croata abandonaron el Congreso, y se disolvió el Partido Comunista Yugoslavo.

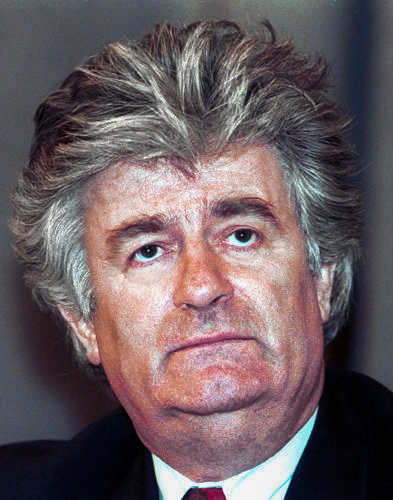
El presidente bosnio-serbio Radovan Karadžić ejerció una orden del día agresiva para evitar que el territorio serbio se separase de Yugoslavia. El ejército bosnio-serbio cometería gran cantidad de atrocidades, tales como genocidio, por las que Karadžić fue acusado de patrocinar.

Después de la caída del comunismo en el bloque oriental, en cada una de las repúblicas se llevaron a cabo elecciones multipartidistas. Los problemas sin solución continuaron, y en particular, en Eslovenia y Croacia se eligieron gobiernos orientados hacia la independencia, mientras que Serbia y Montenegro eligieron candidatos que favorecían la unidad yugoslava. En Croacia existía un apoyo creciente «por los derechos históricos y la existencia de un estado croata» que  tuvo como resultado que los serbios fuesen despojados de sus derechos nacionales y constitucionales, y desplazados de formar parte de la nación constituyente de Croacia al ser ya una minoría nacional.
En marzo de 1990, durante las manifestaciones en Split, Croacia, un joven recluta del Ejército Yugoslavo fue asesinado en el tanque de guerra, después de conducir el tanque alrededor de los manifestantes. También se efectuaron disparos en varias bases militares alrededor de la nación. En todas partes aumentaba la tensión y crecían los reprimidos conflictos histórico-sociales.

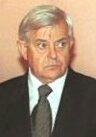
El presidente esloveno Milan Kučan se proclamó como defensor de la autonomía de Kosovo, en parte porque se había sorprendido por el nivel de violencia contra los albaneses, pero también porque esperaba que su posición lo ayudaría a ganar popularidad para los comunistas en Eslovenia. Kučan llevó a Eslovenia a su independencia en 1991.

En el mismo mes, el Ejército Popular Yugoslavo (Jugoslovenska Narodna Armija, JNA) realizó un encuentro con la presidencia federal del país en un intento de convencerlos de declarar un estado de emergencia, que permitiría al ejército tomar el poder del país. Los representantes de Serbia, Montenegro, Kosovo y Metohija, y Vojvodina votaron a favor de la propuesta, mientras que todas las otras repúblicas, Croacia (Stipe Mesić), Eslovenia (Janez Drnovšek), Macedonia (Vasil Tupurkovski) y Bosnia-Herzegovina (Bogić Bogićević), votaron en contra. El empate retardó la intensificación de los conflictos, pero no por mucho tiempo.
Durante este período, varios grupos de serbios de Croacia proclamaron la emergencia de las áreas autónomas serbias en la república, comenzando con la SAO Kninska Krajina en agosto de 1990. A medida que la tirantez se fue haciéndose más fuerte, los organizadores de esta entidad orquestaron una revolución (balvan-revolucija), bloqueando varias rutas en Knin evitando así el desplazamiento libre de los turistas en Dalmacia. El gobierno croata respondió enviando equipos policiales especiales en helicópteros a la escena, pero fueron interceptados por los aviones de guerra del Ejército Popular Yugoslavo y obligados a regresar a Zagreb. SAO Kninska Krajina se expandió hasta convertirse en la SAO Krajina en octubre de 1990.
Basándose en los resultados de la primera elección multipartidista, las repúblicas de Eslovenia y Croacia propusieron transformar a Yugoslavia en una federación de seis repúblicas en el otoño de 1990, pero Milošević rechazó esta propuesta y todas las similares, argumentando que al igual que los eslovenos y los croatas, los serbios también tenían el derecho de la autodeterminación.
La SAO Krajina fue declarada oficialmente como una entidad separada el 21 de diciembre de 1990 por el Consejo Nacional Serbio, liderado por Milan Babić.
En enero de 1991, Servicio de Inteligencia de Yugoslavia (Kontraobaveštajna služba - KOS) mostró un video de una reunión secreta que, según sus declaraciones, había tenido lugar en 1990 entre el Ministro de Defensa de Croacia, Martin Špegelj, y otros dos hombres, en la cual Špegelj anunció que estaban en guerra con el ejército y les dio instrucciones sobre contrabando de armas, además de métodos de tráfico con los oficiales del Ejército Yugoslavo que estuviesen apostados en las ciudades croatas. El Ejército subsecuentemente quiso acusar a Špegelj de traición y de importación ilegal de armas, principalmente desde Hungría.
El 9 de marzo de 1991 se llevaron a cabo varias manifestaciones contra Slobodan Milošević en Belgrado, pero los policías y los militares salieron a las calles a restablecer el orden, asesinando a dos personas. A finales de marzo de 1991, el incidente en Plitvice Lakes fue uno de los primeros indicios de la guerra abierta en Croacia. El Ejército Popular Yugoslavo (JNA), cuyos oficiales superiores eran principalmente serbios, se mantuvo neutral, pero a medida que fue pasando el tiempo se fue involucrando cada vez más en las políticas del estado.
El 1 de abril de 1991, SAO Krajina declaró que se separaría de Croacia. La otra comunidad significativa dominada por los serbios en el este de Croacia anunció que también se uniría a SAO Krajina. Zagreb tenía, en ese momento, problemas relacionados con impuestos a Belgrado, y las entidades serbo-croatas decidieron, como respuesta, dejar de pagarle impuestos a Zagreb.
El 25 de junio de 1991, Eslovenia y Croacia se convirtieron en las primeras repúblicas en declarar su independencia de Yugoslavia. En Eslovenia, la Defensa Territorial Eslovena (Teritorialna obramba, una organización de militares retirada e integrada por la reserva del JNA, es decir; paramilitar, que fue establecida en la constitución de 1974) delimitó las fronteras yugoslavas con Austria e Italia, deshaciéndose de la bandera yugoslava y enarbolando la eslovena.
Paralelamente, Milošević y Tuđman alcanzaron el acuerdo de Karađorđevo para dividir Bosnia (en camino a la independencia) entre serbios y croatas.
Inmediatamente después de la declaración de independencia de Croacia, los serbios formaron SAO de Eslavonia Occidental y SAO de Eslavonia Occidental, Baranja y Srijem Occidental. Estas dos regiones más tarde se combinarían con SAO Krajina y formarían la República de Krajina. El 26 de junio, el Consejo Ejecutivo Federal ordenó específicamente al ejército que se apoderase de los límites internacionalmente reconocidos de la RSF de Yugoslavia.
Las fuerzas del Ejército Popular Yugoslavo, establecidas en Eslovenia y Croacia, intentaron llevar a cabo la tarea durante las 48 horas siguientes. Sin embargo, debido a la información incorrecta que se les dio a sus propios conscriptos, y al hecho de que la mayoría de ellos no querían verse en una guerra en su tierra natal, las fuerzas de la Defensa Territorial Eslovena volvió a tomar la mayor parte de los territorios durante varios días con pocas pérdidas de vidas en ambos lados. Hubo un incidente de un supuesto crimen de guerra cerca de Holmec, como lo denunció el canal de televisión austríaco en un informe sobre tres soldados del Ejército Yugoslavo rindiéndose ante la Defensa Territorial eslovena, antes de escuchar una andanada de disparos y de ver a las tropas cayendo al suelo. Sin embargo, no hubo muertes en el incidente. Más tarde se acordó el cese del fuego.
Según el Acuerdo de Brioni del 7 de julio de 1991, reconocido por los representantes de todas las repúblicas, los gobiernos alrededor del mundo presionaron a Eslovenia y a Croacia para establecer una moratoria de tres meses sobre su independencia. Durante estos tres meses, el Ejército Yugoslavo completó su retirada de Eslovenia.
Sin embargo, se desató la guerra croata de Independencia en agosto de 1991. Los serbios por etnia habían creado su propio estado, la República Serbia de Krajina, en regiones mayormente habitadas por los serbios. Croacia, como respuesta, se había negado a reconocer tales entidades, y por lo tanto la guerra se había declarado entre la joven República de Croacia y los disidentes serbocroatas. En algunos lugares, el Ejército Yugoslavo actuó como una "zona colchón", y en otros luchó contra los serbios por estar estos en contra del nuevo ejército croata y de sus fuerzas policiales.
En septiembre de 1991, la República de Macedonia también declaró su independencia. Se enviaron quinientos soldados estadounidenses puestos bajo las órdenes de la ONU para controlar las fronteras del norte de Macedonia con la República de Yugoslavia. Sin embargo, dado que las autoridades de Belgrado no habían intervenido para evitar la independencia de Macedonia ni había habido protestas ni actos contra la llegada de las tropas de la ONU, las indicaciones fueron destinadas a que Belgrado formase parte del nuevo país (que sería la República Federal de Yugoslavia a partir de abril de 1992), el cual reconocería a la República de Macedonia y desarrollaría relaciones diplomáticas con la misma. Así, se convirtió en la primera antigua república en obtener su soberanía sin resistencia de las autoridades yugoslavas con base en Belgrado o del Ejército. Además, el primer presidente de Macedonia, Kiro Gligorov, mantuvo buenas relaciones con Belgrado, además de las antiguas repúblicas, y hasta la fecha no hubo conflictos entre las fuerzas policiales fronterizas de Macedonia y Serbia, pese al hecho de que regiones pequeñas en tamaño como Kosovo y el valle de Preševo completan la parte norte de la región histórica conocida como Macedonia, la cual podría, por lo tanto, haber iniciado una disputa por las fronteras.
En noviembre de 1991, la Comisión de Arbitraje para la Conferencia de Paz en la antigua Yugoslavia, liderada por Robert Badinter, concluyó con el discurso de lord Carrington de que SFR Yugoslavia estaba atravesando un período de disolución, que la población serbia en Croacia y Bosnia no tiene derecho a la autodeterminación en forma de nuevos estados, y que las fronteras entre las repúblicas deberían reconocerse como límites internacionales.
Como resultado del conflicto, el Consejo de Seguridad de las Naciones Unidas adoptó en forma unánime la Resolución 721 el día  27 de noviembre de 1991, la cual encontró una forma para establecer operaciones pacíficas en Yugoslavia.

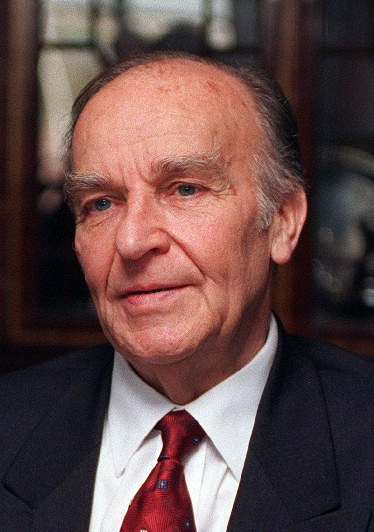
Alija Izetbegović, nacionalista bosnio musulmán y líder de Bosnia hasta 1996.

En Bosnia y Herzegovina en noviembre de 1991, los serbo-bosnios efectuaron un referéndum, el cual resultó en una amplia mayoría a favor de mantenerse como un estado único con Serbia y Montenegro. El 9 de enero de 1992 los serbo-bosnios proclamaron una "República separada de personas serbias de Bosnia y Herzegovina". El referéndum y la creación de las regiones autónomas serbias fueron proclamados como inconstituacionales por el gobierno de Bosnia y Herzegovina, y lo declararon ilegal e inválido. Sin embargo, entre febrero y marzo de 1992 el gobierno declaró un referéndum nacional de la independencia bosnia de Yugoslavia. Este referéndum fue declarado como contrario a BiH y a la Constitución por la corte federal y por el nuevo gobierno serbo-bosnio establecido; y fue ampliamente boicoteado por los serbo-bosnios. La cantidad de votantes fue aproximadamente del 64-67 % y 98 % de ellos votaron por la independencia. El gobierno de la república declaró su independencia el 5 de abril, y los serbios inmediatamente declararon la independencia de la Republika Srpska. Poco después se desató la guerra en Bosnia.
La República Federal de Yugoslavia (FRY) se formó el 28 de abril de 1992 y consistió en la federación de las antiguas Repúblicas Socialistas de Serbia y Montenegro. Su gobierno reclamó la continuidad del antiguo país, pero la comunidad internacional rehusó considerarlo como tal. La idea de dicha comunidad era que Yugoslavia se disolviese formando estados separados. Esta cuestión fue importante y llevó a varias reclamaciones internacionales de la SFRY, incluyendo sus embajadas en varios países. Solo en 1996 la FRY abandonó sus reclamaciones y aceptó que la SFRY se había disuelto.
Serbia fue sometida a un embargo de la ONU desde abril de 1992 hasta octubre de 1995. En 1998, volvió a ser sancionada por Estados Unidos, la Unión Europea y la ONU a causa de la guerra de Kosovo. Serbia se vio muy afectada por estas sanciones. El PIB per cápita pasó de 3.240 dólares en 1989 a 1.450 dólares en 1999. El desempleo aumentó considerablemente, pasando del 14% en 1991 al 39% en 1993. Se aplicaron restricciones a la gasolina, la electricidad, la calefacción, los medicamentos y los alimentos.
La guerra en las partes occidentales de la antigua Yugoslavia finalizó en 1995, con tratados de paz firmados en Dayton (Ohio, Estados Unidos) resultando en los autodenominados Acuerdos de Dayton.
En Kosovo, a lo largo de la década de 1990, el liderazgo de la población albanesa fue incoporando tácticas de resistencia no violenta para la provincia. En 1996, los albaneses radicales crearon el Ejército de Liberación de Kosovo, el cual llevó a cabo acciones con armas en la provincia serbia sureña. La respuesta yugoslava incluyó el uso indiscriminado de fuerzas contra las poblaciones civil, y causó que muchos albaneses étnicos se refugiasen en sus hogares. Después del incidente de Racak y la Conferencia de Rambouillet de principios de 1999, la cual no tuvo éxito, la OTAN procedió a bombardear Yugoslavia por más de dos meses, hasta que el gobierno de Milošević submitió sus demandas y retiró sus fuerzas de Kosovo. Desde junio de 1999, la provincia ha sido gobernada por fuerzas pacíficas de la OTAN y de Rusia (las tropas rusas se retiraron en julio de 2003).

### Posdisolución

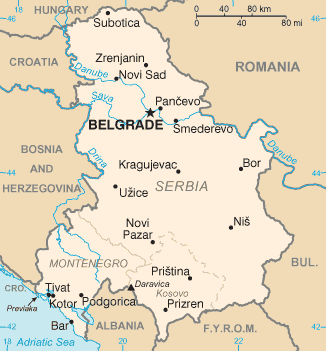
La República Federal de Yugoslavia estaba formada por Serbia y Montenegro. Tras fuertes presiones internacionales se cambió el nombre a Serbia y Montenegro (2003-06), hasta que Montenegro abandonó la unión en 2006.

El rechazo de Milošević ante la victoria en primera ronda de la oposición en las nuevas elecciones para la presidencia Federal en septiembre de 2000 provocaron manifestaciones masivas en Belgrado el 5 de octubre y al colapso de la autoridad del régimen. El candidato de la oposición, Vojislav Koštunica asumió la presidencia de Yugoslavia el 6 de octubre de 2000.
El sábado 31 de marzo de 2001, Milošević se rindió ante las fuerzas de seguridad de Yugoslavia en su hogar en Belgrado, después de haber sido amenazado con arrestarlo por abuso de poder y corrupción. El 28 de junio fue llevado a la frontera entre Bosnia y Yugoslavia en donde poco después pasó a estar bajo la custodia de los oficiales de SFOR, hasta ser extraditado al Tribunal de Criminales Internacionales de la Antigua Yugoslavia de las Naciones Unidas. Su juicio, en el cual debió defenderse de los cargos de genocidio en Bosnia y guerras civiles en Croacia y en Kosovo y Metohija comenzó en La Haya el 12 de febrero de 2002, y murió allí el 11 de marzo de 2006, cuando su juicio todavía estaba en curso. El 11 de abril de 2002 el Parlamento Yugoslavo aprobó una ley autorizando la extradición de todas las personas culpadas de crímenes de guerra por el Tribunal Criminal Internacional.
En marzo de 2002, los gobiernos de Serbia y Montenegro aceptaron reformar la FRY para tener una forma de cooperación nueva y mucho más débil llamada Serbia y Montenegro. Por una orden del Parlamento Federal Yugoslavo del 4 de febrero de 2003, Yugoslavia, al menos por nombre, dejó de existir. Tanto Serbia como Montenegro adquirieron mayor autonomía con respecto al gobierno federal, pero no la suficiente para disminuir el movimiento independentista en esta última república. Además de la adquisición de nuevos poderes, se establecieron límites físicos entre las fronteras internas de ambas repúblicas.
El 21 de mayo de 2006, el 86 % de los votantes montenegrinos votaron para un referéndum especial para la independencia de Montenegro de su unión con Serbia. El 55,5 % estuvo a favor de la independencia, con un reconocimiento formal de la Unión Europea. El 3 de junio de 2006, Montenegro declaró su independencia en forma oficial, con Serbia haciendo lo propio dos días después, disolviendo efectivamente los vestigios de la antigua Yugoslavia. Dos años más tarde, el 17 de febrero de 2008, Kosovo declaró su independencia de Serbia de manera unilateral, que no es reconocida por la totalidad de la comunidad internacional a la fecha, y que para garantizar su supervivencia, desde su creación ha tenido que recurrir al amparo de los cascos azules desplegados en el área desde el fin de las guerras de secesión yugoslavas.

## Nuevos estados

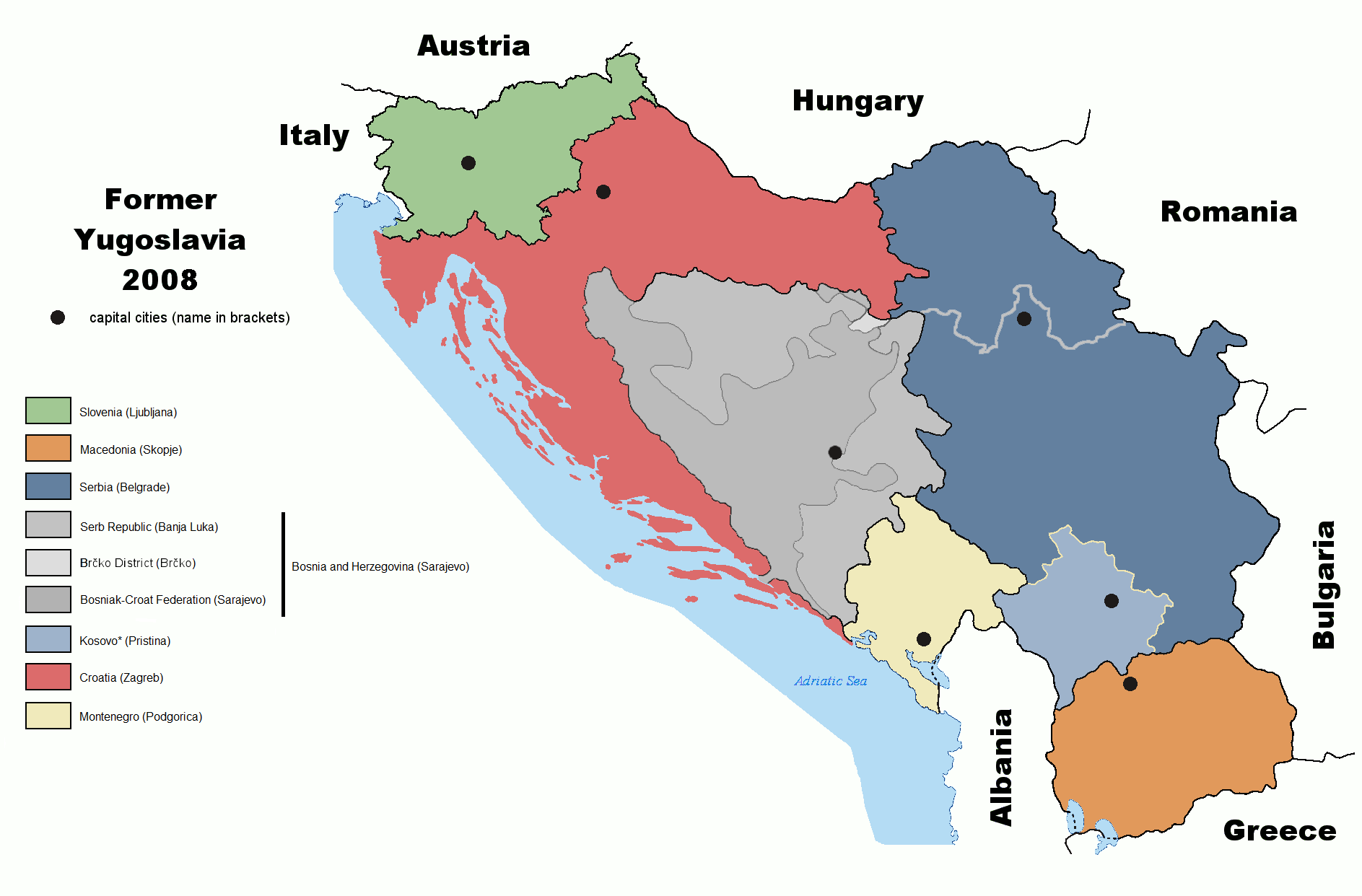
Entidades estatales en el anterior territorio de República Federativa Socialista de Yugoslavia, 2008.

A partir de la disolución de Yugoslavia se crearon seis países con reconocimiento pleno de la comunidad internacional:
- Bosnia y Herzegovina
- Croacia
- Eslovenia
- Macedonia del Norte
- Montenegro
- Serbia

Adicionalmente surgió una nación con reconocimiento internacional limitado: 
- Kosovo

## En la cultura popular
- The Death of Yugoslavia: una serie documental de la BBC de 1995 que explica la secuencia de acontecimientos que provocaron la disolución de Yugoslavia y las guerras posteriores.